# Кумбаг
Кумбаг или Кумбао (на турски: Kumbağ), произнасяно Кумбаа е село в Източна Тракия, Турция, Вилает Родосто, околия Сюлейманпаша.

## География
Кумбаг е разположено югозападно от Родосто на северния бряг на Мраморно море.

## История
Според статистиката на професор Любомир Милетич в 1912 година в Кумбаги живеят 120 гръцки семейства.

## Личности
Родени в Кумбаг
- Григорий Калидис (1844 - 1925), гръцки духовник